# Поцелуй меня (фильм, 2006)
«Поцелуй меня» (англ. Kiss Me Again, букв. «Поцелуй меня снова») — американская мелодрама 2006 года режиссёра Уильяма Тайлера Смита.

## Сюжет
Джулиан, молодой профессор политологии, и Челис женаты уже три года, их брак полон любви и нежности. Их соседка по квартире Малика — давний друг Челис. Она бисексуалка и когда-то давно у неё с Челис был роман.
Джулиан близко знакомится со студенткой Еленой, но отвергает её попытки вступить в интимную связь. Но этот случай, а также случайно подсмотренный секс Малики с мужчиной и женщиной, заставляют его искать новые горизонты в семейной жизни. Он предлагает Челис найти партнёршу, чтобы заняться сексом втроём. Та не сразу, но соглашается.
Джулиан подстраивает, что на объявление в газете откликается Елена, и не говорит жене, что знает её. Новые эксперименты семейной пары вызывают злость у Малики, которой по-прежнему нравится Челис. Ситуация усложняется ещё больше, когда Челис по-настоящему влюбляется в Елену и начинает встречаться с ней отдельно от Джулиана.
Напряженные отношения взрываются, когда Малика даёт знать Челис о давнем знакомстве Джулиана и Елены. Взаимное выяснение отношений приводит всех участников драмы к осознанию тяжести последствий того, что казалось в начале лишь игрой.

## В ролях
- Джереми Лондон — Джулиан
- Кэтрин Винник — Челис
- Элиза Донован — Малика
- Мирелли Тейлор — Элена